# ادرا، پورلیا
ادرا، پورلیا (به انگلیسی: Adra, Purulia) یک منطقهٔ مسکونی در هند است که در بنگال غربی واقع شده‌است.

## خصوصیات
ادرا ۲۶٬۰۳۲ نفر جمعیت دارد و ۱۸۵ متر بالاتر از سطح دریا واقع شده‌است.